# مل‌گاودان
مل‌گاودان، روستایی است از توابع بخش مرکزی شهرستان دشتی استان بوشهر ایران.

## جمعیت
این روستا در دهستان مرکزی دشتی قرار دارد و بر اساس سرشماری سال ۱۳۸۵ آمار رسمی جمعیت آن (۳۳ خانوار) ۱۳۴ نفر می‌باشد.

## مشخصات
مل گاودان در ۱۵ کیلومتری شرق خورموج (مرکز شهرستان دشتی) و بوشهر ۱۰۵ کیلومتر بندر بوشهر قرار دارد.
این روستا از غرب با روستای مل گل، از شرق با روستای منقل، از جنوب با روستاهای نوکار و زایر عباسی و شمال این روستا را کوه‌های بیرمی تشکیل داده‌است.  رودخانه فصلی شور که به رودخانه مند ریخته می‌شود از کنار روستا عبور می‌کند.
مکان اصلی روستا در نزدیکی باغی به نام «خانی» قرار داشته که هم‌اکنون از مرکز روستا حدود ۱ کیلومتر فاصله دارد و هنوز هم بخشی از خرابه‌های آن بر جا مانده‌است و در ۷۰ سال اخیر روستا به محل کنونی تغییر مکان یافته‌است.
در سال ۶۸ عملیات برق رسانی به روستا انجام شد و در سال ۷۶ مل گاودانی‌ها از نعمت آب لوله کشی بر خوردار شدند.